# Adriano Bertaccini
Adriano Bertaccini (Charleroi, 13 augustus 2000) is een Belgisch voetballer. De spits komt sinds 2025 uit voor RSC Anderlecht.

## Carrière
Bertaccini ruilde in 2014 samen met zijn broer Paolino de jeugdopleiding van Club Brugge voor die van KRC Genk. In juni 2019 ondertekende hij er zijn eerste profcontract. In augustus 2019 leende Genk hem voor een seizoen uit aan KMSK Deinze, dat toen uitkwam in Eerste klasse amateurs. Bertaccini werd zo herenigd met zijn broer Paolino, die in de twee seizoenen daarvoor in het buitenland had gevoetbald bij FC Arouca.
In september 2020 gingen Genk en Bertaccini uit elkaar. De aanvaller ging aan de slag bij de Oostenrijkse tweedeklasser SC Austria Lustenau, waarvoor hij in het seizoenen 2020/21 driemaal scoorde in de 2. Liga. Na een seizoen in het buitenland haalde Thes Sport hem terug naar België. In zijn debuutseizoen scoorde hij elf keer in Eerste nationale en in het seizoen daarop zelfs 26 keer. Het leverde hem een transfer op naar RFC de Liège, dat in 2023 naar Eerste klasse B promoveerde.
Ook bij Liège bleef hij vlot scoren: bij de jaarwisseling was hij met elf doelpunten topschutter van de competitie. Het leverde hem in februari 2024 een transfer op naar eersteklasser Sint-Truiden, dat hem een contract tot medio 2027 met optie gaf. De spits scoorde er direct meer dan 20 keer in een seizoen, wat nog meer aandacht trok van clubs in binnen- en buitenland. Op 1 augustus 2025 verliet Bertaccini STVV na slechts een seizoen voor RSC Anderlecht. Paars-wit betaalde een transferbedrag van zo'n 5 miljoen euro en gaf hem een contract voor vier seizoenen.

## Clubstatistieken
| Seizoen         | Club                | Land                | Competitie             | Competitie | Competitie | Beker | Beker | Supercup | Supercup | Europees | Europees | Totaal | Totaal |
| Seizoen         | Club                | Land                | Competitie             | Wed.       | Dlp.       | Wed.  | Dlp.  | Wed.     | Dlp.     | Wed.     | Dlp.     | Wed.   | Dlp.   |
| --------------- | ------------------- | ------------------- | ---------------------- | ---------- | ---------- | ----- | ----- | -------- | -------- | -------- | -------- | ------ | ------ |
| 2019/20         | KRC Genk            | Vlag van België     | Eerste klasse A        | 0          | 0          | 0     | 0     | —        | —        | 0        | 0        | 0      | 0      |
| 2019/20         | → KMSK Deinze       | Vlag van België     | Eerste klasse amateurs | 17         | 3          | 0     | 0     | —        | —        | —        | —        | 17     | 3      |
| 2020/21         | SC Austria Lustenau | Vlag van Oostenrijk | 2. Liga                | 21         | 3          | 0     | 0     | —        | —        | —        | —        | 21     | 3      |
| 2021/22         | Thes Sport          | Vlag van België     | Eerste nationale       | 26         | 11         | 1     | 1     | —        | —        | —        | —        | 27     | 12     |
| 2022/23         | Thes Sport          | Vlag van België     | Eerste nationale       | 36         | 26         | 4     | 4     | —        | —        | —        | —        | 40     | 30     |
| 2023/24         | RFC de Liège        | Vlag van België     | Eerste klasse B        | 17         | 11         | 1     | 0     | —        | —        | —        | —        | 18     | 11     |
| 2023/24         | STVV                | Vlag van België     | Eerste klasse A        | 13         | 4          | 0     | 0     | —        | —        | —        | —        | 13     | 4      |
| 2024/25         | STVV                | Vlag van België     | Eerste klasse A        | 30         | 18         | 3     | 0     | —        | —        | —        | —        | 33     | 18     |
| Carrière totaal | Carrière totaal     | Carrière totaal     | Carrière totaal        | 160        | 76         | 9     | 5     | 0        | 0        | 0        | 0        | 169    | 81     |

Bijgewerkt op 16 april 2025.

## Privéleven
- Zijn oudere broer Paolino Bertaccini is eveneens profvoetballer.